# Magic Dance
Magic Dance è un brano musicale scritto ed interpretato da David Bowie, incluso nella colonna sonora del film da lui interpretato Labyrinth - Dove tutto è possibile del 1986 e pubblicato su singolo a tiratura limitata in alcune nazioni nel gennaio 1987.
A seguito della morte di Bowie nel 2016, Magic Dance rientrò in classifica raggiungendo la posizione numero 63 della classifica di iTunes nel Regno Unito.

## Il brano
Magic Dance, descritta come un "semplice brano ballabile sorretto da basso elettrico e batteria", include nel testo dei riferimenti al film del 1947 Vento di primavera (The Bachelor and the Bobby-Soxer) con Cary Grant e Shirley Temple, nel quale i due hanno il seguente dialogo "botta e risposta" nella versione originale in inglese: «You remind me of a man». «What man?» «The man with the power». «What power?» «The power of hoodoo». «Who do?» «You do!». In Magic Dance, la parola "man" è sostituita da "babe" e "hoodoo" da "voodoo".
Durante la produzione del film Labyrinth, e nei titoli di coda dello stesso, la canzone è indicata con il titolo Dance Magic.
Il singolo venne pubblicato in formato 12" solamente in alcuni paesi, inclusi gli Stati Uniti. Un'ulteriore versione remix programmata per un singolo non venne mai pubblicata, e un estratto del "Dance Mix" (erroneamente indicato come "Single Mix") fu pubblicato nell'edizione neozelandese di Best of Bowie (2002). In Gran Bretagna, il 45 giri venne pubblicato solo nel 2007 in versione download digitale.

## Tracce
12" EMI America / V-19217 (US)
1. Magic Dance (A Dance Mix) – 7:06
2. Magic Dance (Dub) – 5:22
3. Within You – 3:28

Download EMI / i19217 (US)
1. Magic Dance (Single Version/Edit of 7" Remix) – 4:00
2. Magic Dance (12" Remix/Dance Mix) – 7:16
3. Magic Dance (Dub) – 5:31
4. Magic Dance (7" Remix) – 4:39

## Formazione
- David Bowie – voce, cori, produzione
- Arif Mardin – produzione
- Dann Huff – chitarra
- Will Lee – basso, cori
- Steve Ferrone – batteria
- Robbie Buchanan – tastiere, sintetizzatore, arrangiamento
- Diva Gray - cori
- Fonzi Thornton – cori